# Estadio El Sardinero

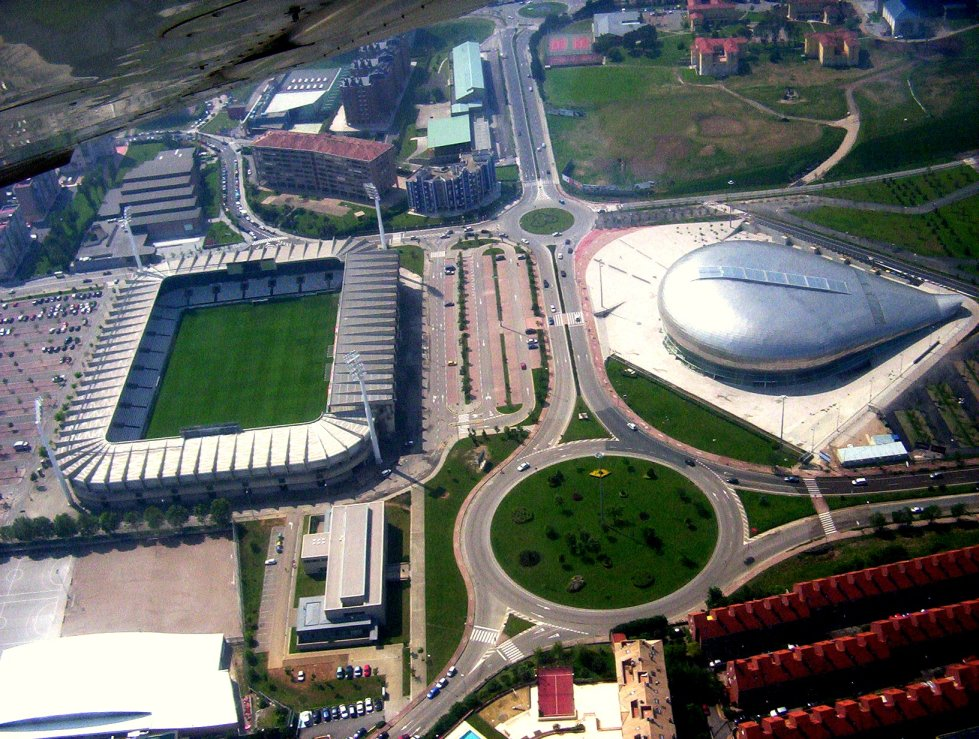
El Sardinero

Campos de Sport de El Sardinero is een multi-functioneel sportstadion in de Spaanse stad Santander. Het stadion heeft een capaciteit van 22.222 zitjes. Het werd gebouwd in 1988 en is de thuishaven van voetbalclub Racing Santander.